# Love Me, I’m a Liberal
Love Me, I’m a Liberal ist ein satirisches politisches Lied des amerikanischen Singer-Songwriters Phil Ochs. Es wurde zuerst auf dem Livealbum Phil Ochs in Concert im Jahr 1966 veröffentlicht. Die Aufnahme wurde 1965 aufgezeichnet.

## Hintergründe
Bei der Vorstellung des Songs auf dem Livealbum äußerte sich Phil Ochs kritisch über die politische Haltung amerikanischer Liberaler. Er beschrieb sie als Menschen, die in vielen Fragen offen ihre Meinung vertreten, aber je nach Kontext unterschiedlich positioniert seien, wie etwa in gesellschaftlichen Fragen progressiv, in persönlichen Angelegenheiten eher konservativ.
Love Me, I’m a Liberal wird aus der Perspektive eines fiktiven amerikanischen Liberalen erzählt. In satirischer Form setzt sich das Lied mit scheinbar progressiven Haltungen auseinander, die sich bei näherer Betrachtung als widersprüchlich oder opportunistisch erweisen. Der Erzähler bekundet etwa Mitgefühl mit prominenten Opfern politischer Gewalt, äußert jedoch gleichzeitig Gleichgültigkeit oder Ablehnung gegenüber radikaleren Figuren. Weitere Strophen thematisieren heikle gesellschaftliche Fragen wie Rassismus, Schulpolitik und das eigene politische Engagement in der Vergangenheit. Am Ende des Liedes beschreibt der Protagonist, dass er einst selbst politisch in der sozialistischen Bewegung aktiv war, sich jedoch mit dem Alter entwickelt habe.
Laut Ochs’ Biograf Michael Schumacher rief Love Me, I’m a Liberal unterschiedliche Reaktionen hervor. Einige Zuhörer hätten sich in der satirisch gezeichneten Figur des Liberalen wiedererkannt. Der Journalist Eric Alterman interpretierte das Lied als eine scharfe Kritik an der Feigheit liberaler Positionen, die in ihrer Wirkung grausam sei.
Der britische Musiker Billy Bragg schrieb 2018 über das Lied, dass viele der kulturellen Anspielungen aus heutiger Sicht überholt wirkten. Die grundsätzliche Charakterisierung des Liberalen als jemand, der in ruhigen Zeiten zehn Grad links von der Mitte, in persönlichen Fragen jedoch zehn Grad rechts davon stehe, habe seiner Ansicht nach jedoch weiterhin gesellschaftliche Relevanz.

## Cover
Es wurden mehrere Coverversionen von Love Me, I’m a Liberal aufgenommen, fast immer mit aktualisiertem Text. Zu den Interpreten gehören Jello Biafra, Mojo Nixon, Kevin Devine, Gerd Schinkel und Oscar Brand.